# Bill Laimbeer
William Laimbeer jr., detto Bill (Boston, 19 maggio 1957), è un ex cestista e allenatore di pallacanestro statunitense che ha giocato nell'NBA per 14 stagioni. Da allenatore ha vinto tre volte il titolo WNBA con le Detroit Shock.

## Carriera
Passando dalla Palos Verdes High School alla University of Notre Dame, fu chiamato dai Cleveland Cavaliers al 3º giro del Draft NBA 1979, ma vi fece ingresso soltanto a partire dalla stagione 1980-81, avendo nel frattempo trascorso un anno nel campionato italiano, militando nel Basket Brescia. Nel 1982, a stagione in corso, viene trasferito ai Detroit Pistons, presso i quali resterà fino al termine della carriera. Laimbeer, un perfetto modello di giocatore addetto al "lavoro sporco".
Negli anni ottanta fu parte fondamentale di una delle più forti squadre del decennio, composta, oltre che da Laimbeer, da campioni quali Isiah Thomas, Joe Dumars e Dennis Rodman, guidata dal coach Chuck Daly. I Pistons si contraddistinsero per una difesa strettissima ed asfissiante, mettendo in campo una determinazione formidabile su ogni pallone e portando inoltre il gioco su livelli estremamente fisici, ricchi di contrasti e di giocate al limite del fallo (tanto da meritarsi il soprannome di "Bad Boys"), trasformandosi in una squadra incredibilmente ostica e tenace.
Detroit, in un'epoca (quella dei primi anni ottanta) dominata nella Eastern Conference dai Boston Celtics, raggiunse per la prima volta le finali NBA nel 1988, quando venne sconfitta per 4-3 in una tiratissima serie contro i campioni in carica dei Lakers. La stagione seguente le Finals videro il medesimo scontro, ma stavolta la formazione di Chuck Daly travolse Los Angeles con un 4-0 devastante. L'anno seguente fu nuovamente raggiunto il traguardo delle Finals, vincendo per 4-1 il secondo anello consecutivo contro i Portland Trail Blazers guidati da Clyde Drexler.
I Pistons hanno ritirato la sua maglia numero 40 nel Febbraio 1995 poco dopo il suo ritiro.
Nel corso dei 14 anni della sua carriera, Bill Laimbeer ha riportato medie da 12,9 punti e 9,7 rimbalzi a partita, ed è il migliore giocatore della storia dei Pistons per numero di rimbalzi totali con 9430 rimbalzi.

## Statistiche
| † | Denota le stagioni in cui ha vinto il titolo |
| * | Primo nella lega                             |

### NBA

#### Regular season
| Anno       | Squadra             | PG   | PT  | MP   | TC%  | 3P%  | TL%  | RP   | AP  | PRP | SP  | PP   |
| ---------- | ------------------- | ---- | --- | ---- | ---- | ---- | ---- | ---- | --- | --- | --- | ---- |
| 1980-1981  | Cleveland Cavaliers | 81   | 0   | 30,4 | 50,3 | -    | 76,5 | 8,6  | 2,7 | 0,7 | 1,0 | 9,8  |
| 1981-1982  | Cleveland Cavaliers | 50   | 4   | 17,9 | 47,0 | 50,0 | 77,5 | 5,5  | 0,9 | 0,4 | 0,6 | 6,7  |
| 1981-1982  | Detroit Pistons     | 30   | 30  | 31,2 | 51,6 | 14,3 | 81,3 | 11,3 | 1,8 | 0,6 | 1,1 | 12,8 |
| 1982-1983  | Detroit Pistons     | 82   | 82  | 35,0 | 49,7 | 15,4 | 79,0 | 12,1 | 3,2 | 0,6 | 1,4 | 13,6 |
| 1983-1984  | Detroit Pistons     | 82   | 82  | 34,9 | 53,0 | 0,0  | 86,6 | 12,2 | 1,8 | 0,6 | 1,0 | 17,3 |
| 1984-1985  | Detroit Pistons     | 82   | 82  | 35,3 | 50,6 | 22,2 | 79,7 | 12,4 | 1,9 | 0,8 | 0,9 | 17,5 |
| 1985-1986  | Detroit Pistons     | 82   | 82  | 35,3 | 49,2 | 28,6 | 83,4 | 13,1 | 1,8 | 0,7 | 0,8 | 16,6 |
| 1986-1987  | Detroit Pistons     | 82   | 82  | 34,8 | 50,1 | 28,6 | 89,4 | 11,6 | 1,8 | 0,9 | 0,8 | 15,4 |
| 1987-1988  | Detroit Pistons     | 82   | 82  | 35,3 | 49,3 | 33,3 | 87,4 | 10,1 | 2,4 | 0,8 | 1,0 | 13,5 |
| 1988-1989† | Detroit Pistons     | 81   | 81  | 32,6 | 49,9 | 34,9 | 84,0 | 9,6  | 2,2 | 0,6 | 1,2 | 13,7 |
| 1989-1990† | Detroit Pistons     | 81   | 81  | 33,0 | 48,4 | 36,1 | 85,4 | 9,6  | 2,1 | 0,7 | 1,0 | 12,1 |
| 1990-1991  | Detroit Pistons     | 82   | 81  | 32,5 | 47,8 | 29,6 | 83,7 | 9,0  | 1,9 | 0,5 | 0,7 | 11,0 |
| 1991-1992  | Detroit Pistons     | 81   | 46  | 27,6 | 47,0 | 37,6 | 89,3 | 5,6  | 2,0 | 0,6 | 0,7 | 9,7  |
| 1992-1993  | Detroit Pistons     | 79   | 41  | 24,5 | 50,9 | 37,0 | 89,4 | 5,3  | 1,6 | 0,6 | 0,5 | 8,7  |
| 1993-1994  | Detroit Pistons     | 11   | 5   | 22,5 | 52,2 | 33,3 | 84,6 | 5,1  | 1,3 | 0,5 | 0,4 | 9,9  |
| Carriera   | Carriera            | 1068 | 861 | 31,8 | 49,8 | 32,6 | 83,7 | 9,7  | 2,0 | 0,7 | 0,9 | 12,9 |
| All-Star   | All-Star            | 4    | 0   | 11,3 | 65,0 | -    | 66,7 | 2,8  | 0,5 | 0,5 | 0,5 | 7,0  |

#### Play-off
| Anno     | Squadra         | PG  | PT  | MP   | TC%  | 3P%  | TL%  | RP   | AP  | PRP | SP  | PP   |
| -------- | --------------- | --- | --- | ---- | ---- | ---- | ---- | ---- | --- | --- | --- | ---- |
| 1984     | Detroit Pistons | 5   | 0   | 33,0 | 56,9 | -    | 90,0 | 12,4 | 2,4 | 0,8 | 0,6 | 15,2 |
| 1985     | Detroit Pistons | 9   | 9   | 36,1 | 44,9 | 0,0  | 70,6 | 10,7 | 1,7 | 0,8 | 0,8 | 14,7 |
| 1986     | Detroit Pistons | 4   | 4   | 42,0 | 50,0 | 100  | 91,3 | 14,0 | 0,3 | 0,5 | 0,8 | 22,5 |
| 1987     | Detroit Pistons | 15  | 15  | 36,2 | 51,5 | 20,0 | 62,5 | 10,4 | 2,5 | 1,0 | 0,8 | 12,3 |
| 1988     | Detroit Pistons | 23  | 23  | 33,9 | 45,6 | 29,4 | 88,9 | 9,6  | 1,9 | 0,8 | 0,8 | 11,9 |
| 1989†    | Detroit Pistons | 17  | 17  | 29,2 | 46,5 | 35,7 | 80,6 | 8,2  | 1,8 | 0,4 | 0,5 | 10,1 |
| 1990†    | Detroit Pistons | 20  | 20  | 33,4 | 45,7 | 34,9 | 86,2 | 10,6 | 1,4 | 1,2 | 0,9 | 11,1 |
| 1991     | Detroit Pistons | 15  | 15  | 29,7 | 44,6 | 29,4 | 87,1 | 8,1  | 1,3 | 0,3 | 0,8 | 10,9 |
| 1992     | Detroit Pistons | 5   | 4   | 29,0 | 37,0 | 20,0 | 100  | 6,6  | 1,6 | 0,8 | 0,2 | 8,2  |
| Carriera | Carriera        | 113 | 107 | 33,1 | 46,8 | 32,1 | 81,9 | 9,7  | 1,7 | 0,7 | 0,7 | 12,0 |

## Palmarès

### Giocatore
- Campionato NBA: 2

Detroit Pistons: 1989, 1990
- NBA All-Star Game: 4

1983, 1984, 1985, 1987
- Miglior rimbalzista NBA (1986)
- 2 volte maggior numero di rimbalzi totali in stagione NBA
- 1 volta maggior numero di rimbalzi difensivi in stagione NBA
- Trentanovesimo miglior rimbalzista di sempre NBA

### Allenatore
- 3 volte campione WNBA (2003, 2006, 2008)
- 2 volte WNBA Coach of the Year (2003, 2015)